# Chiloschista

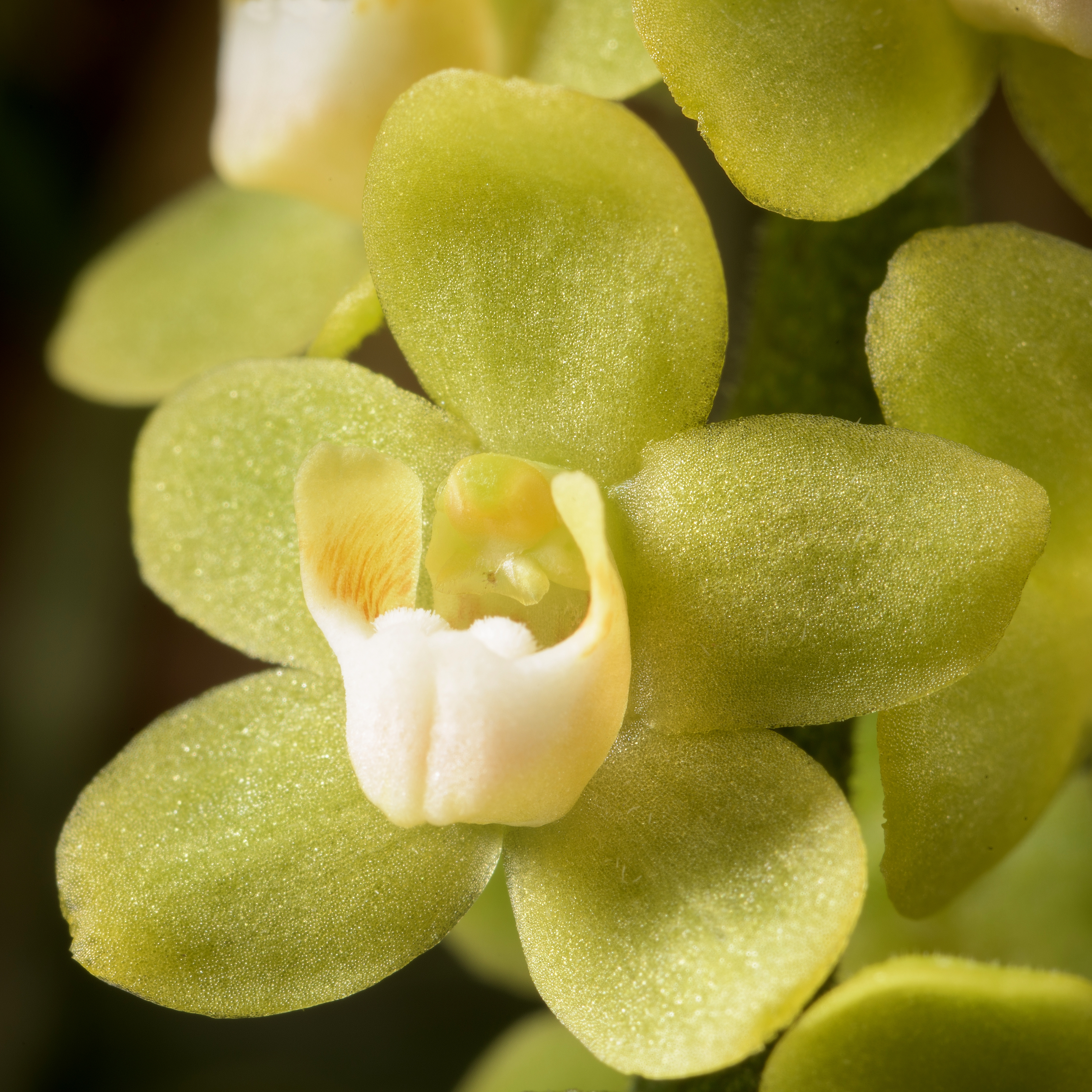
Kwiat Chiloschista parishii f. flava

Chiloschista – rodzaj roślin z rodziny storczykowatych (Orchidaceae). Obejmuje około 28 gatunków. Rośliny te występują w Azji Południowo-Wschodniej (od Indii po Chiny), poprzez Archipelag Malajski sięgają do północnej Australii i wysp Oceanii (Palau i Fidżi). W większości są epifitami rosnącymi na drzewach w lasach nadmorskich (także w namorzynach), na terenach nizinnych, w tym zabagnionych, po lasy górskie do 2000 m n.p.m. C. usneoides poza zasiedlaniem drzew notowany był także jako litofit – rosnący na skałach w lasach dębowych w Bhutanie. Funkcję asymilacyjną pełnią zwykle korzenie.
Rośliny z tego rodzaju nie mają udokumentowanego znaczenia użytkowego, poza tym, że bywają czasem uprawiane jako rośliny ozdobne. Objęte są przy tym ograniczeniami handlu wynikającymi z ujęcia w załączniku II do Konwencji o międzynarodowym handlu dzikimi zwierzętami i roślinami gatunków zagrożonych wyginięciem (CITES). Różne gatunki mają różne wymagania cieplne, z reguły jednak duże odnośnie do wilgotności i dostępu do światła.
Naukowa nazwa rodzajowa utworzona została z greckich słów cheilos znaczącego „warga” i chistos znaczącego „rozcięty, rozwidlony”. Nadana została tym roślinom z powodu budowy warżki.

## Morfologia
PokrójByliny o wzroście monopodialnym. Rośliny poza kwitnieniem nie wytwarzają łodygi i zwykle też są bezlistne.
LiścieTrwałe obserwowano tylko u C. godefroyana. Jeśli się rozwijają, mają kształt językowaty do podługowato-eliptycznego, na końcu są nieco asymetryczne – nierówno słabo zaostrzone lub wycięte, czasem nieco sierpowato wygięte.
KorzeniePełnią funkcję asymilacyjną – są zielone, mniej lub bardziej spłaszczone (od nieco zaokrąglonych do taśmowatych). Welamenu brak lub obecny (wówczas o grubości sięgającej trzech warstw komórek). U niektórych gatunków korzenie pokryte są włoskami (C. lunifera i C. parishii).
KwiatyZebrane w kwiatostan groniasty, rzadziej wiechowaty, zwisający lub wzniesiony, nagi lub nieco szczeciniasto owłosiony. Kwiaty odwrócone, wsparte jajowato-lancetowatą przysadką, wonne i krótkotrwałe. Listki okwiatu wolne, podobodnej długości, koloru białego do żółtego, czasem czerwono plamkowane. Warżka zwężona u nasady, trójłatkowa, z łatką środkową woreczkowato rozdętą, od zewnątrz często z rowkiem, rzadko także wyciętą na szczycie. Boczne łatki prosto wzniesione. Prętosłup półwalcowaty, pyłkowiny cztery.

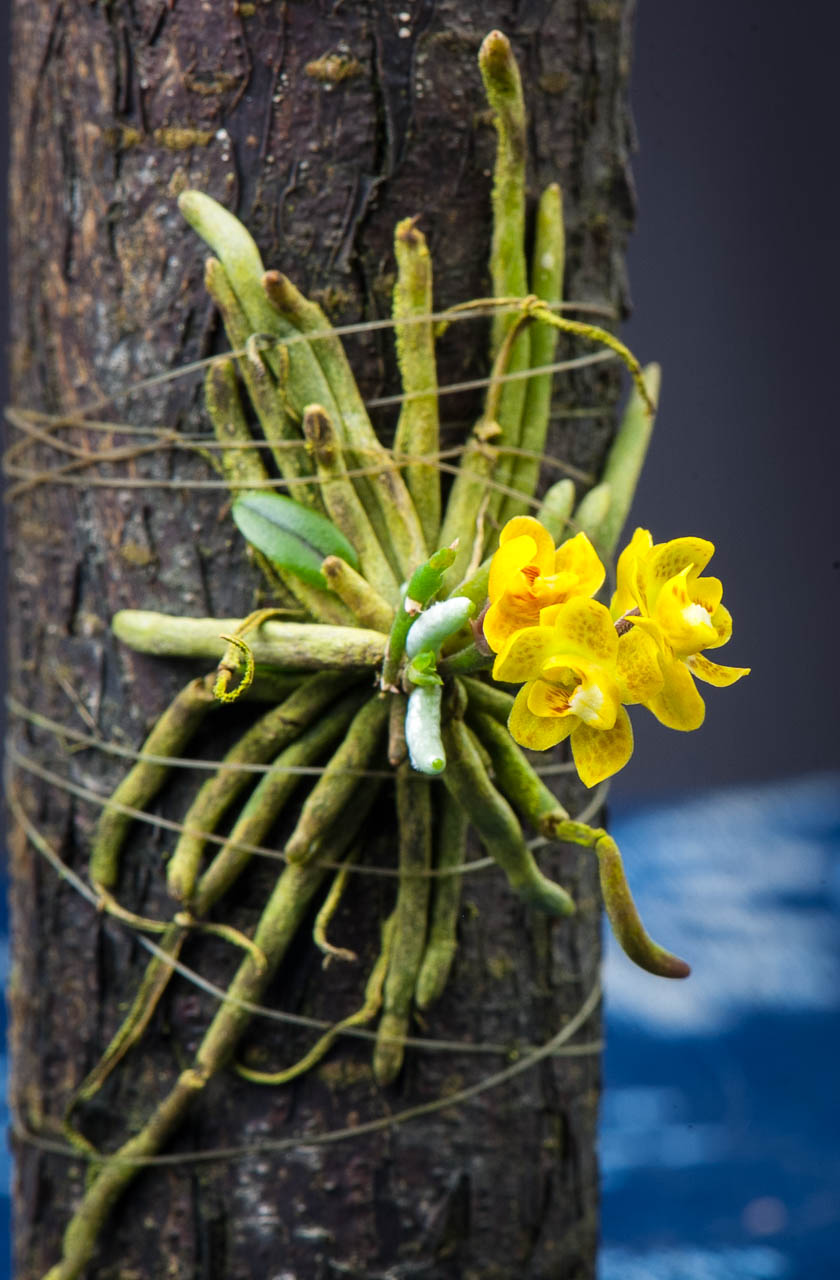
Chiloschista trudelii
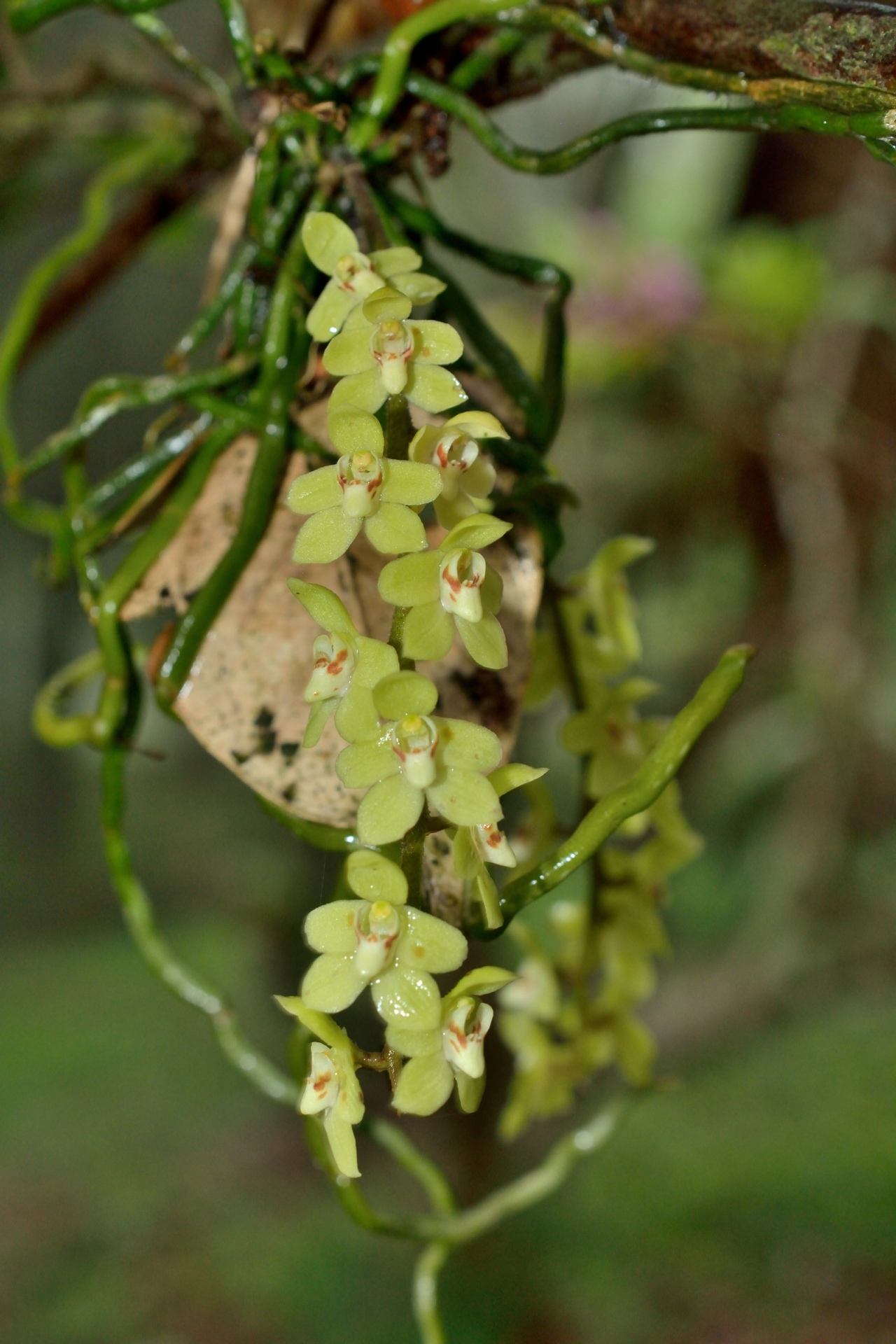
Chiloschista segawae
Chiloschista parishii
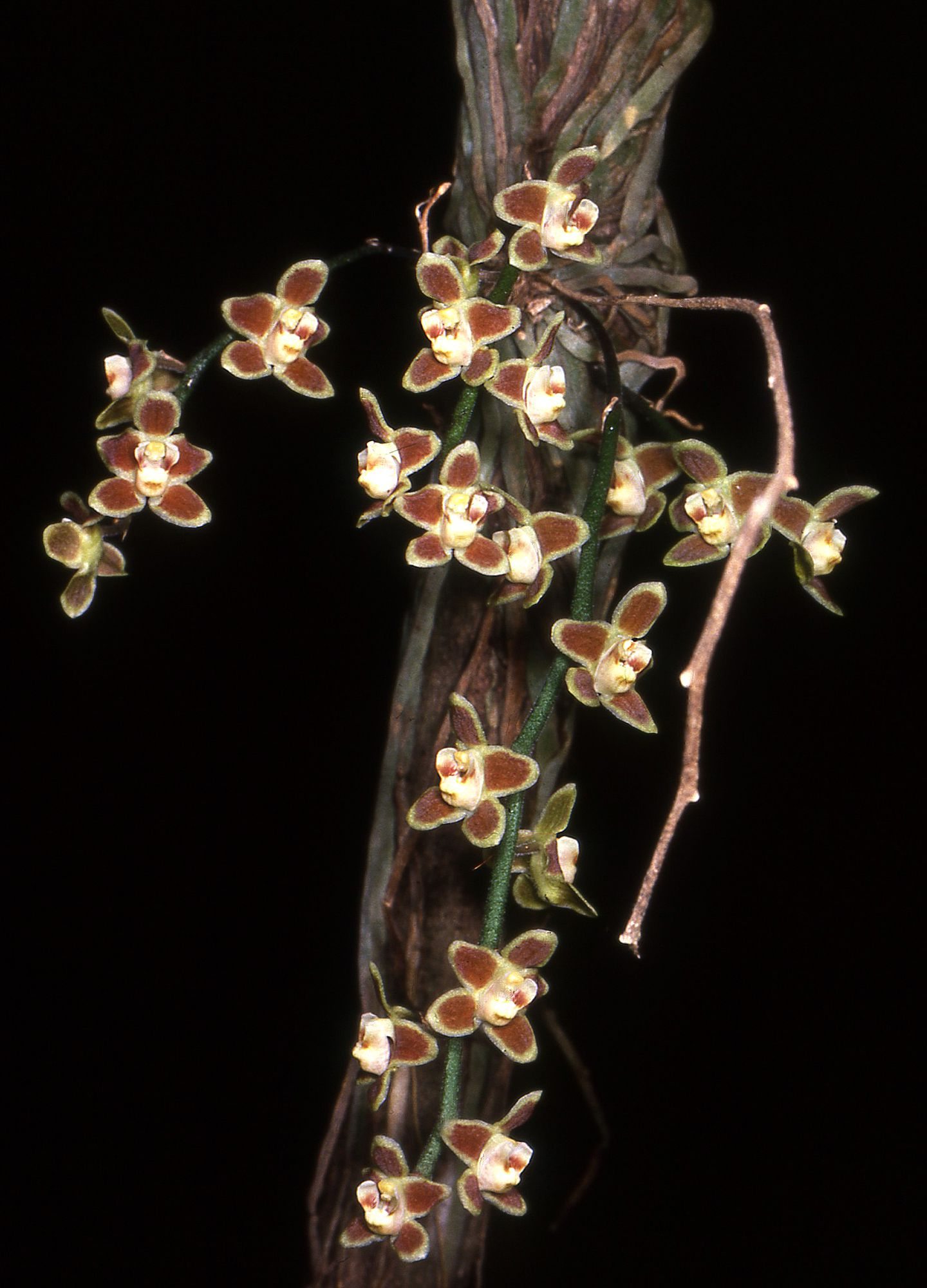
Chiloschista lunifera

## Systematyka
Rodzaj klasyfikowany jest do podplemienia Angraecinae w plemieniu Vandeae, podrodzina epidendronowe (Epidendroideae), rodzina storczykowate (Orchidaceae). W obrębie podplemienia pozycja (relacje filogenetyczne) rodzaju jest niejasna, najwyraźniej jednak dość izolowana.
Wykaz gatunków
- Chiloschista bhutanensis Ghalley & Dalström
- Chiloschista confusa M.J.Mathew, J.Mathew, P.M.Salim & Szlach.
- Chiloschista densiflora Gyeltshen, C.Gyeltshen & Dalström
- Chiloschista extinctoriformis Seidenf.
- Chiloschista exuperei (Guillaumin) Garay
- Chiloschista fasciata (F.Muell.) Seidenf. & Ormerod
- Chiloschista gelephuense C.Gyeltshen & Dalström
- Chiloschista glabrisepala Vuong, Aver. & V.S.Dang
- Chiloschista glandulosa Blatt. & McCann
- Chiloschista guangdongensis Z.H.Tsi
- Chiloschista himalaica Tobgay, C.Gyeltshen & Dalström
- Chiloschista javanica Schltr.
- Chiloschista lindstroemii Dalström & Kolan.
- Chiloschista loheri Schltr.
- Chiloschista lunifera (Rchb.f.) J.J.Sm.
- Chiloschista parishii Seidenf.
- Chiloschista phyllorhiza (F.Muell.) Schltr.
- Chiloschista pulchella Aver. & K.S.Nguyen
- Chiloschista ramifera Seidenf.
- Chiloschista rodriguezii Cavestro & Ormerod
- Chiloschista segawae (Masam.) Masam. & Fukuy.
- Chiloschista sweelimii Holttum
- Chiloschista taeniophyllum (J.J.Sm.) Schltr.
- Chiloschista treubii (J.J.Sm.) Schltr.
- Chiloschista trudelii Seidenf.
- Chiloschista usneoides (D.Don) Lindl.
- Chiloschista viridiflava Seidenf.
- Chiloschista yunnanensis Schltr.